# حریرا
حریرا (عربی: الحریرة‎ al-Harīra) یک سوپ سنتی شمال آفریقا است که در مراکش و الجزایر تهیه می‌شود. حریرا الجزایری با حریره مراکشی تفاوت دارد زیرا حریرا الجزایری عدس ندارد. به عنوان پیش غذا محبوب است اما به تنهایی به عنوان یک میان‌وعده سبک نیز مصرف می‌شود. تنوع زیادی دارد و بیشتر در ماه رمضان سرو می‌شود، اگرچه در طول سال نیز قابل تهیه است.
همچنین بخشی از آشپزی مغربی به آن آب لیمو و تخم مرغ برای روشن کردن طعم سوپ اضافه می‌شود. مانند مسلمانان که به‌طور سنتی این غذا رابرای وعده‌های افطار می‌خورند، یهودیان نیز در روز یوم کیپور با آن افطار می‌کنند.